# Aşağıdudaş, Beylikova
Aşağıdudaş là một xã thuộc huyện Beylikova, tỉnh Eskişehir, Thổ Nhĩ Kỳ. Dân số thời điểm năm 2011 là 187 người.